# Julodis fascicularis
Julodis fascicularis es una especie de escarabajo del género Julodis, familia Buprestidae. Fue descrita científicamente por Linnaeus en 1758.